# Maklibè Kouloum
Maklibè Kouloum (5 de outubro de 1987) é um futebolista profissional togolês que atua como meia.

## Carreira
Maklibè Kouloum representou o elenco da Seleção Togolesa de Futebol no Campeonato Africano das Nações de 2017.